# Chiesa di San Martino (Melgaço)
La chiesa di San Martino (in portoghese Igreja de Alvaredo) è una chiesa romanica situata ad Alvaredo, centro abitato nel comune di Melgaço, in Portogallo.